# Aluvião na ilha da Madeira em 2010
O temporal na ilha da Madeira em 2010 foi uma sequência de acontecimentos iniciados por forte precipitação durante a madrugada do dia 20 de fevereiro, seguida por uma subida do nível do mar. Estes acontecimentos provocaram inundações e derrocadas ao longo das encostas da ilha, em especial na parte sul.

## A aluvião

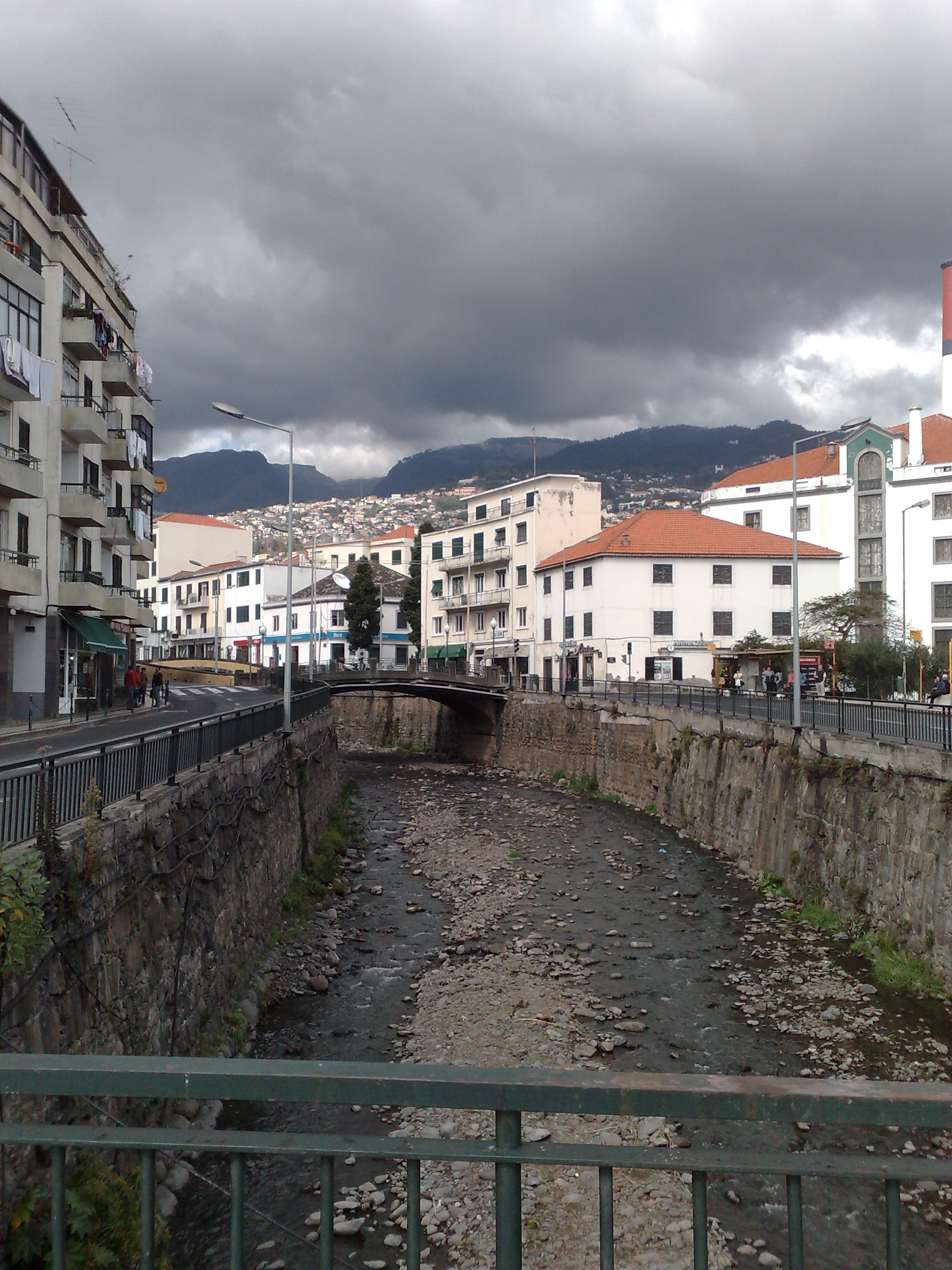
Ribeira de Santa Luzia, antes das cheias. O sedimento depositado atingiu a altura do caminho público, após as inundações.

### Causas
Na origem do fenómeno esteve um sistema frontal de forte atividade associado a uma depressão que se deslocou a partir dos Açores, segundo o Instituto de Meteorologia. O choque da massa de ar polar com a tropical deu origem a uma superfície frontal, que aliada à elevada temperatura da água do oceano acelerou a condensação, causando uma precipitação extremamente elevada num curto espaço de tempo. A orografia da ilha contribuiu para aumentar os efeitos da catástrofe. É possível que, aliado a valores de precipitação recorde, erros de planeamento urbanístico, tais como o estreitamento de leitos das ribeiras e a construção legal ou ilegal dentro ou muito próximo dos cursos de água, bem como falta de limpeza e acumulação de lixo nos leitos de ribeiras de menor dimensão tenham tornado a situação ainda mais grave.

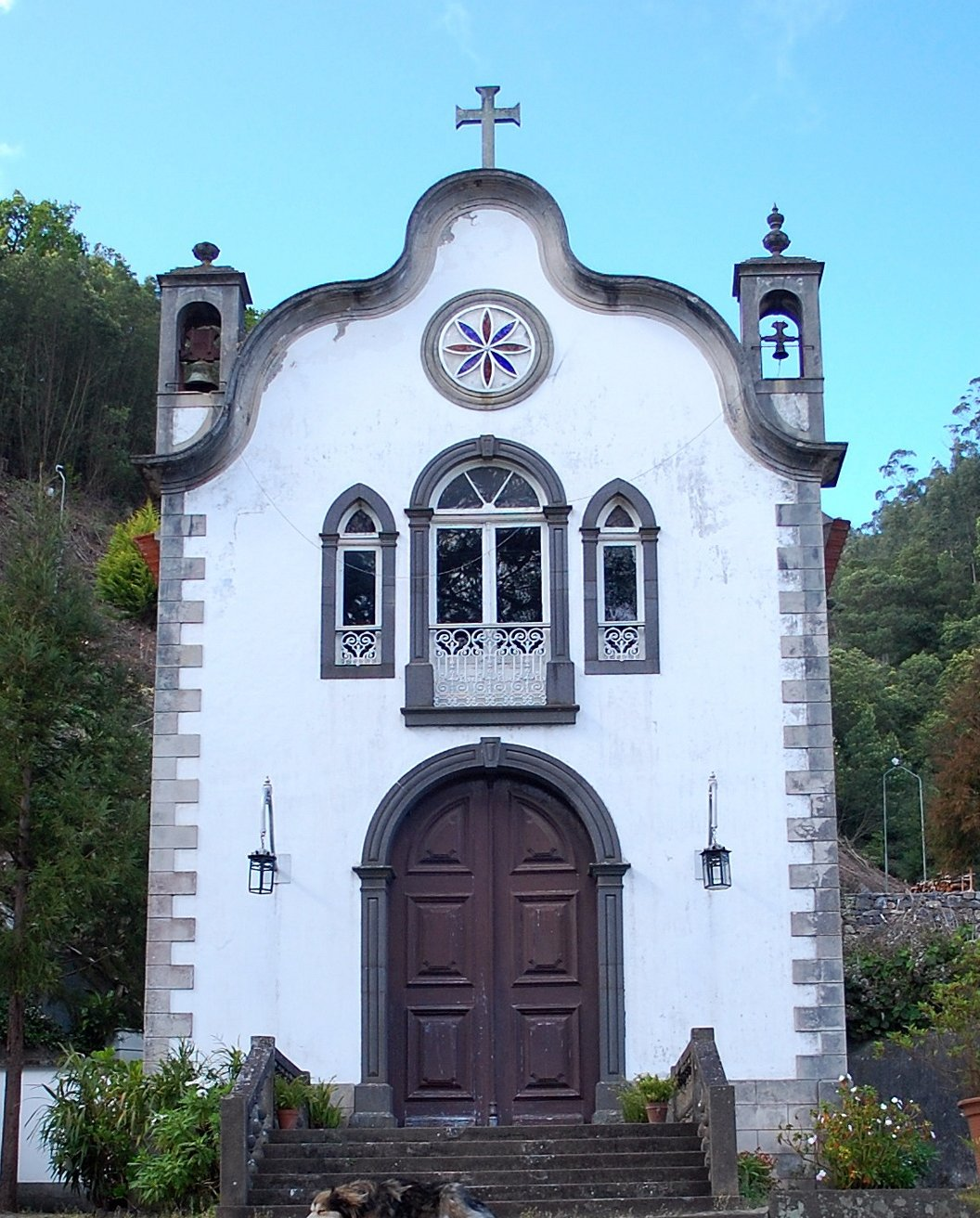
A capela de Nossa Senhora da Conceição, localizada nas Babosas, Monte, foi totalmente destruída pela força das águas.

### Efeitos
A parte baixa da cidade do Funchal foi inundada e a circulação viária foi impedida por pedras e troncos de árvore arrastados pelas ribeiras de São João, Santa Luzia e João Gomes. Na freguesia do Monte, a capela de Nossa Senhora da Conceição, ao Largo das Babosas, foi levada pela força das águas, junto com algumas das residências vizinhas. Alguns populares conseguiram salvar a imagem da virgem e vários ornamentos.
Foram confirmados 47 mortos, 600 desalojados e 250 feridos. O Curral das Freiras esteve acessível, embora com acesso condicionado. A freguesia da Serra de Água, a montante da Ribeira Brava, esteve completamente inacessível. Eram evidentes os sinais de destruição provocados pelas enxurradas, com as zonas altas do concelho do Funchal e, também, no concelho da Ribeira Brava a serem as mais afetadas.
A quantidade de água que caiu no dia 20 de fevereiro de 2010 sobre a Ilha da Madeira, em particular no Pico do Areeiro, foi o valor mais alto jamais registado em Portugal. Neste cume, o segundo mais alto da ilha, foram registados 185 litros por metro quadrado, sendo que os valores mais altos registados em Portugal até à altura não chegavam aos 120. O Funchal, com uma média anual de 750 l/m² registou em poucas horas 114 l/m² de precipitação.

## Salvamento, limpeza e apoio às vítimas

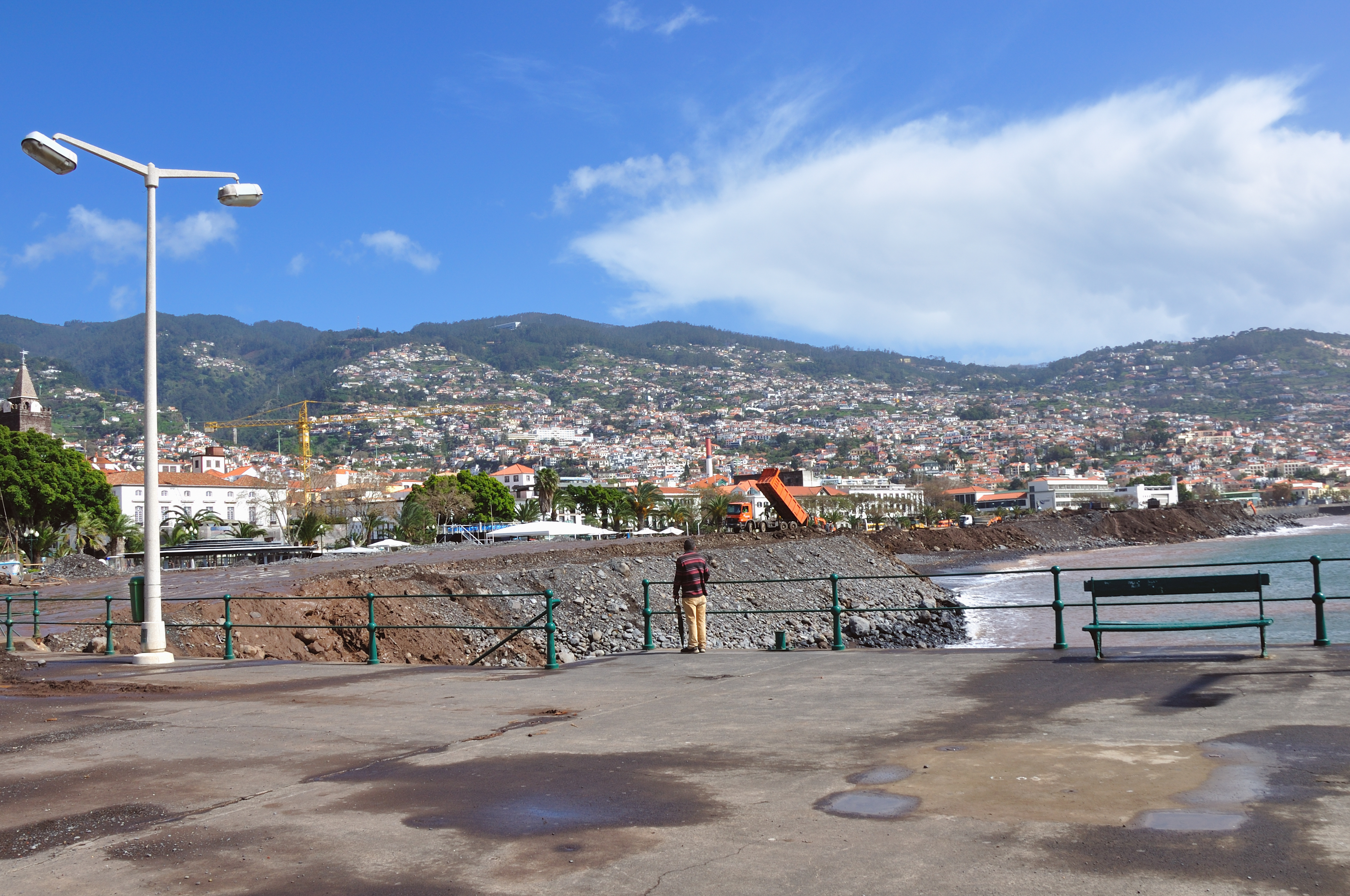
Deposição dos inertes trazidos pela aluvião junto do cais do Funchal.

O elevado número de vítimas transformou este evento na pior catástrofe da história da Madeira desde 1803. O governo nacional de Portugal ponderou decretar estado de emergência. O governo autónomo da região, coordenou os salvamentos e a limpeza e deu abrigo às centenas de desalojados.
Rui Pereira, ministro da Administração Interna de Portugal, enviou à Região Autónoma  equipas de socorro no dia 21, que incluíam 4 militares da equipa cinotecnica de busca e Salvamento do Grupo Intervenção Cinotecnico da GNR. Sendo a única equipa cinotecnica em Portugal com larga experiência em cenários de catástrofe quer a nível nacional e internacional para resgate de possíveis sobreviventes nos escombros, assim como seis mergulhadores da Força Especial de Bombeiros, para ajudar na busca de cadáveres perdidos no mar, e cinco médicos do Instituto de Medicina Legal, para auxiliar nas autópsias. Destacado foi também um pelotão do Corpo de Intervenção da PSP que auxiliou em buscas e salvamento, bem como na salvaguarda e vigilância de pessoas e bens na baixa funchalense. Enviou também pontes militares e um corpo de 15 elementos das Forças Armadas Portuguesas, para restabelecer as comunicações viárias nos locais afetados. A fragata Corte-Real da Marinha Portuguesa chegou à Ilha da Madeira com meios humanos e materiais para auxiliarem nas buscas.
O primeiro-ministro português, José Sócrates, deslocou-se na noite de dia 20 ao Funchal, numa visita de solidariedade. O Presidente da República, Aníbal Cavaco Silva, expressou igualmente as suas condolências, visitando a Região no dia 24 de fevereiro de 2010.
O governo português declarou a observância de três dias de luto nacional.